# Phanxicô Xaviê Shimamoto Kaname
Phanxicô Xaviê Shimamoto Kaname (フランシスコ・ザビエル 島本 要 14 tháng 2 năm 1932 – 31 tháng 8 năm 2002) là một Giám mục người Nhật Bản của Giáo hội Công giáo Rôma. Ông nguyên là Tổng giám mục chính tòa Tổng giáo phận Nagasaki và Chủ tịch Hội đồng Giám mục Nhật Bản trong hai khoảng thời gian khác nhau: từ 1992 đến 1995 và từ 1998 đến 2001. Trước khi đảm nhận các vị trí trên, ông cũng từng đảm nhận chức vị Giám mục chính tòa Giáo phận Urawa.

## Tiểu sử
Tổng giám mục Francis Xavier Kaname Shimamoto sinh ngày 14 tháng 2 năm 1932 tại Goto, thuộc Nhật Bản. Sau quá trình tu học dài hạn tại các cơ sở chủng viện theo quy định của Giáo luật, ngày 23 tháng 11 năm 1958, Phó tế Shimamoto, 26 tuối, tiến đến việc được truyền chức linh mục. Tân linh mục cũng là thành viên của Istituto del Prado (Institute of Consecrated Life) [Viết tắt Ist. del Prado].
Sau hơn 20 năm thực hiện các hoạt động mục vụ, ngày 20 tháng 12 năm 1979, Tòa Thánh loan báo thông tin Giáo hoàng đã quyết định tuyển chọn linh mục Francis Xavier Kaname Shimamoto, 48 tuổi, vào hàng ngũ các Giám mục, cụ thể với vị trí Giám mục chính tòa Giáo phận Urawa. Lễ tấn phong cho vị tân chức diễn ra ba tháng sau đ1o, vào ngày 20 tháng 3 năm 1980, với phần thức tấn phong chính yếu do 3 giáo sĩ cấp cao cử hành. Chủ phong cho vị giám mục tân cử là Hồng y Joseph Asjiro Satowaki, Tổng giám mục chính tòa Tổng giáo phận Nagasaki. Hai vị còn lại trong vai trò phụ phong gồm có Tổng giám mục Mario Pio Gaspari, Quyền Sứ thần Tòa Thánh tại Nhật Bản và Tổng giám mục Peter Seiichi Shirayanagi, Tổng giám mục Tổng giáo phận Tokyo.
Mười năm thực hiện các công việc mục vụ trên cương vị là người lãnh đạo giáo phận Urawa của Giám mục Shimamoto đột ngột chấm dứt bằng quyết định của Tòa Thánh cho công bố vào ngày 8 tháng 2 năm 1990, thăng Giám mục này lên hàng Tổng giám mục, đảm trách vị trí Tổng giám mục chính tòa Tổng giáo phận Nagasaki.
Ngày 31 tháng 8 năm 2002, Tổng giám mục Shimamoto đột ngột qua đời, sau 12 năm làm Tổng giám mục Nagasaki, thọ 70 tuổi.
Cùng với các chức danh phía Tòa Thánh bổ nhiệm, ông còn kiêm nhiệm thêm vị trí Chủ tịch Hội đồng Giám mục Nhật Bản trong hai khoảng thời gian khác nhau: từ 1992 đến 1995 và từ 1998 đến 2001.